# Монморанси-Люксембург, Шарль-Эмманюэль-Сижисмон де
Шарль-Эмманюэль-Сижисмон де Монморанси (фр. Charles-Emmanuel-Sigismond de Montmorency; 27 июня 1774, Париж — 5 марта 1861, Шатийон-сюр-Луан), герцог де Пине-Люксембург и Шатийон, пэр Франции, первый христианский барон Франции — французский военный и государственный деятель, рыцарь орденов короля.

## Биография
Сын Анн-Шарля-Сижисмона де Монморанси-Люксембурга и Мадлен Сюзанны Аделаиды де Вуайе де Польми д'Аржансон.
В период революции был лагерным адъютантом у своего отца, эмигрировал вместе с ним, служил в армии принцев. В 1793 уехал в Португалию, где командовал красной кавалерией (полк Эворы), и в этом качестве находился в авангарде португальской армии в кампанию 1801 года. 
Вернулся во Францию при Реставрации, 4 июня 1814 стал пэром, 27 июня пожалован в рыцари ордена Святого Людовика, 8 августа произведен в лагерные маршалы, назначен капитаном третьей роты телохранителей короля. В том же году стал кавалером орденов Почетного легиона и Святого Иоанна Иерусалимского. После возвращения Наполеона сопровождал Людовика XVIII, бежавшего в Гент. При Второй Реставрации 15 сентября 1815 стал лейтенант-генералом.
В декабре 1815 голосовал за казнь маршала Нея. 5 декабря был назначен чрезвычайным послом ко двору португальского короля в Бразилию, прибыл в Рио-де-Жанейро 31 мая 1816, в ноябре отправился назад.
30 сентября 1820 был пожалован в рыцари ордена Святого Духа.
В 1823 участвовал во французской интервенции в Испанию, и после взятия Трокадеро получил офицерский крест ордена Почетного легиона (19.08.1823) и командование одной из четырех рот телохранителей Карла X.
На церемонии коронации последнего короля Франции и Наварры был одним из четверых подносителей даров, и держал золотой хлеб. После Июльской революции в июле-августе 1830 остался с Карлом X, вместе с которым из Шербура отправился в Англию.
Отказался принести присягу Луи Филиппу, был исключен из Палаты пэров, и остаток жизни провел как частное лицо в своем замке в Шатийон-сюр-Луане. В 1847 женился на Каролин Луайоте (ум. 1868 в Шатийон-сюр-Луане). Детей в этом браке не было, линия Монморанси-Бутвиль-Шатийон пресеклась, и титул герцога де Пине-Люксембург переходил к Анн-Эдуару-Луи-Жозефу де Монморанси из линии герцогов де Бомон, но тот не заявил на него права.